# Cathy Muller
Cathy Muller, née le 21 novembre 1962 dans le Haut-Rhin, est une pilote automobile française.

## Biographie
Cathy Muller est la deuxième enfant d'une famille de trois dont le benjamin est Yvan Muller, multiple vainqueur du Trophée Andros et du championnat du monde des voitures de tourisme. 
Elle commence dans le sport automobile par le karting, où elle a remporté le championnat d'Europe en 1978 à Biesheim dans la catégorie 100 cm3. 
Elle rejoint l'école Elf-Winfield du circuit de Magny-Cours en 1981, où elle remporte le Volant Elf, lui donnant ainsi l'opportunité de courir toute une saison en championnat de France de Formule Renault qu'elle termine à la 8e place. 
En 1983, elle participe au Championnat d'Europe de Formule 3, ainsi qu'au Grand Prix de Macao de Formule 3 dont elle termine en 11e position.
Son mari est Yves Ehrlacher, ancien footballeur professionnel, notamment champion de France 1979 avec le Racing Club de Strasbourg. Elle a deux enfants, dont un fils Yann Ehrlacher également pilote automobile. 

## Carrière
- 1978 : Championne d'Europe de karting
- 1981 : Volant Elf de l'école Elf-Winfield du circuit de Magny-Cours